# Monte Tabor
Monte Tabor är en ort i Mexiko.   Den ligger i kommunen Simojovel och delstaten Chiapas, i den sydöstra delen av landet, 700 km öster om huvudstaden Mexico City. Monte Tabor ligger 1 058 meter över havet och antalet invånare är 160.
Terrängen runt Monte Tabor är bergig åt nordost, men åt sydväst är den kuperad. Runt Monte Tabor är det ganska tätbefolkat, med 104 invånare per kvadratkilometer. Närmaste större samhälle är Simojovel de Allende, 5,0 km nordväst om Monte Tabor. I omgivningarna runt Monte Tabor växer i huvudsak städsegrön lövskog.